# Praia de Guriú
Manguezal na foz do Rio Guriú e praia de Guriú
Guriú é um praia brasileira localizada no distrito de Guriú, município de Camocim, no estado do Ceará. Fica próxima à foz do Rio Guriú, possuindo larga faixa de areia branca está cercada por coqueirais e mangue.